# كارل غيورغ أوسكار دروده
كارل غيورغ أوسكار دروده (1852-1933) (بالألمانية: Carl Georg Oscar Drude) هو عالم نبات ألماني.